# جسم سیاه
در فیزیک، جسم سیاه (به انگلیسی: black body) جسم ایده‌آلی است که همه‌ی نوری را که در تمام بسامدها و از تمام زوایه‌ها، از هر کجا و با هر شدتی که به آن می‌تابد جذب می‌کند؛ هیچ تابش الکترومغناطیسی از جسم سیاه بازنمی‌تابد یا نمی‌گذرد و به همین دلیل جسم هنگامی که سرد است سیاه دیده می‌شود.
یک جسم سیاه در تعادل گرمایی (دمای ثابت)، پرتوهای الکترومغناطیسی تابش می‌کند که به آن تابش جسم سیاه گویند.
طیف حاصل از تابش مستقل از جنس و شکل جسم است و تنها به دمای آن بستگی دارد.

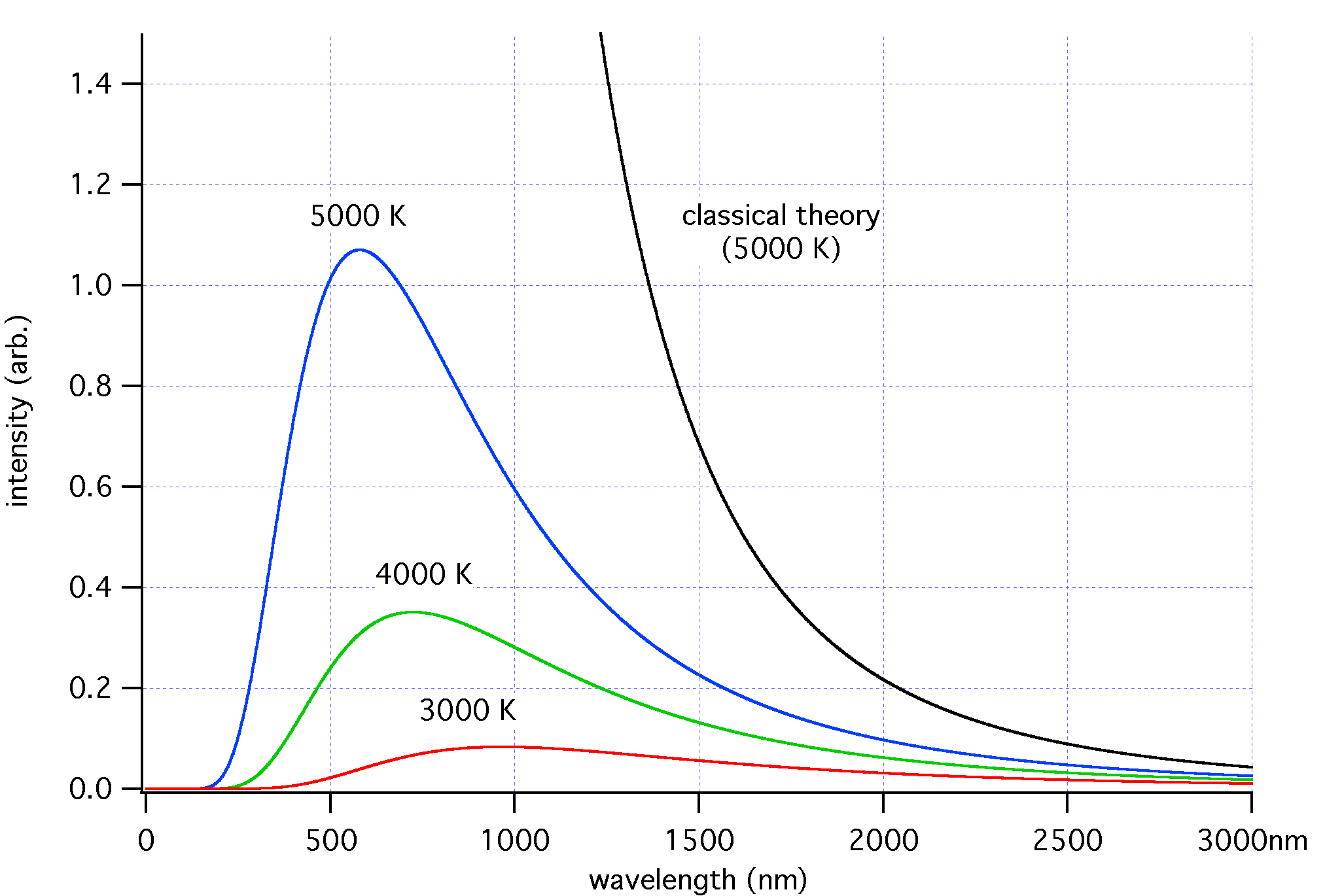
طیف جسم سیاه. هرکدام از خط‌های رنگی (که نمایندهٔ دماهای گوناگون هستند) نشان می‌دهند که در طول موج‌های گوناگون شدت تابش چه قدر است. با کم شدن دما، قلهٔ تابش جسم سیاه به سمت شدت‌های کمتر و طول موج‌های بیشتر می‌رود.

یک جسم توخالی، یا یک چهاردیواری که تنها سوراخ کوچکی برای ورود یا خروج تابش نور دارد کاواک (به انگلیسی: Cavity) تقریب خوبی برای یک جسم سیاه ایده‌آل است. هر تابشی که از این سوراخ وارد حفره شود، بی‌نهایت بار به همه سو بازمی‌تابد. این بازتابش‌های پی‌درپی بر دیواره‌های داخلی جسم سرانجام سبب جذب شدن آن می‌شود. به همین دلیل، اگر از سوراخ به درون جسم بنگریم آن را سیاه خواهیم دید.
اگر جسم سیاه داغ شود، از خود موج الکترومغناطیسی می‌تاباند. طیف این تابش (یعنی شدت نسبی طول موجهای گوناگون در این تابش) مستقل از جسم سیاه است و فقط به دمای آن بستگی دارد. بررسی دقیق طیف جسم سیاه در آغاز سدهٔ بیستم میلادی از سوی ماکس پلانک یکی از نخستین انگیزه‌های ساختن نظریهٔ مکانیک کوانتومی بود.

## طیف جسم سیاه

### قانون پلانک
رابطهٔ شدت تابش بر حسب بسامد (که رابطهٔ عکس با طول موج دارد) از قانون پلانک برای جسم سیاه بدست می‌آید:
{\displaystyle I(\nu )d\nu ={\frac {2h\nu ^{3}}{c^{2}}}{\frac {1}{e^{\frac {h\nu }{kT}}-1}}}
که در آن
- I(ν)dν مقدار انرژی بر واحد سطح بر واحد زمان است که در واحد زاویهٔ فضایی در بازهٔ بسامدی ν و ν+dν می‌تابد.
- T دمای جسم سیاه است.
- h ثابت پلانک است.
- c سرعت نور است.
- k ثابت بولتزمن است.

### قانون جابه‌جایی وین
رابطهٔ دمای جسم سیاه با طول موج {\displaystyle \lambda _{max}} که بیشترین شدت تابش در آن روی می‌دهد، از قانون وین به دست می‌آید:
{\displaystyle T\lambda _{\mathrm {max} }=2.898...\times 10^{6}\ \mathrm {nm\ K} \,}
نانومتر (nm) واحد مناسبی برای سنجش طول موج نور در محدودهٔ مرئی است. ۱ نانومتر برابر با ‎۱۰−۹‎ متر است.

### قانون استفان-بولتزمن
انرژی‌ای که جسم سیاه در واحد زمان بر واحد سطح می‌تاباند با دمایش رابطه دارد که از قانون استفان-بولتزمن به دست می‌آید:
در رابطهٔ بالا σ ضریب استفان-بولتزمن است.